# Rajon Stanytschno-Luhanske
Der Rajon Stanytschno-Luhanske (ukrainisch Станично-Луганський район/Stanytschno-Luhanskyj rajon; russisch Станично-Луганский район/Stanitschno-Luganski rajon) war eine 1923 gegründete Verwaltungseinheit innerhalb der Oblast Luhansk im Osten der Ukraine.
Der Rajon hatte eine Fläche von 1900 km² und eine Bevölkerung von etwa 50.000 Einwohnern, der Verwaltungssitz befand sich in der namensgebenden Siedlung städtischen Typs Stanyzja Luhanska (bis 2009 Stanytschno-Luhanske).

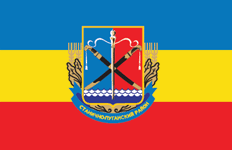
Flagge des Rajons

Er wurde 1923 gegründet und am 8. Dezember 1966 in seinen bis heute festgelegten Grenzen durch die Werchowna Rada bestätigt. Ein kleiner Teil im Süden war durch die Volksrepublik Lugansk besetzt und stand somit nicht direkt unter ukrainischer Kontrolle.
Am 17. Juli 2020 kam es im Zuge einer großen Rajonsreform zum Anschluss des Rajonsgebietes an den Rajon Schtschastja, kleinere Teile südlich des Siwerskyj Donez um das Dorf Mykolajiwka wurden dem Rajon Luhansk zugeschlagen.

## Geographie
Der Rajon lag im Osten der Oblast Luhansk im Osten des Donezbeckens, er grenzte im Norden an den Rajon Bilowodsk, im Osten an Russland (Oblast Rostow, Rajon Tarassowski im Süden, Rajon Millerowo im Norden), im Süden an den Rajon Krasnodon, im Südwesten an die Stadt Luhansk, im Westen an den Rajon Slowjanoserbsk sowie im Nordwesten an den Rajon Nowoajdar.

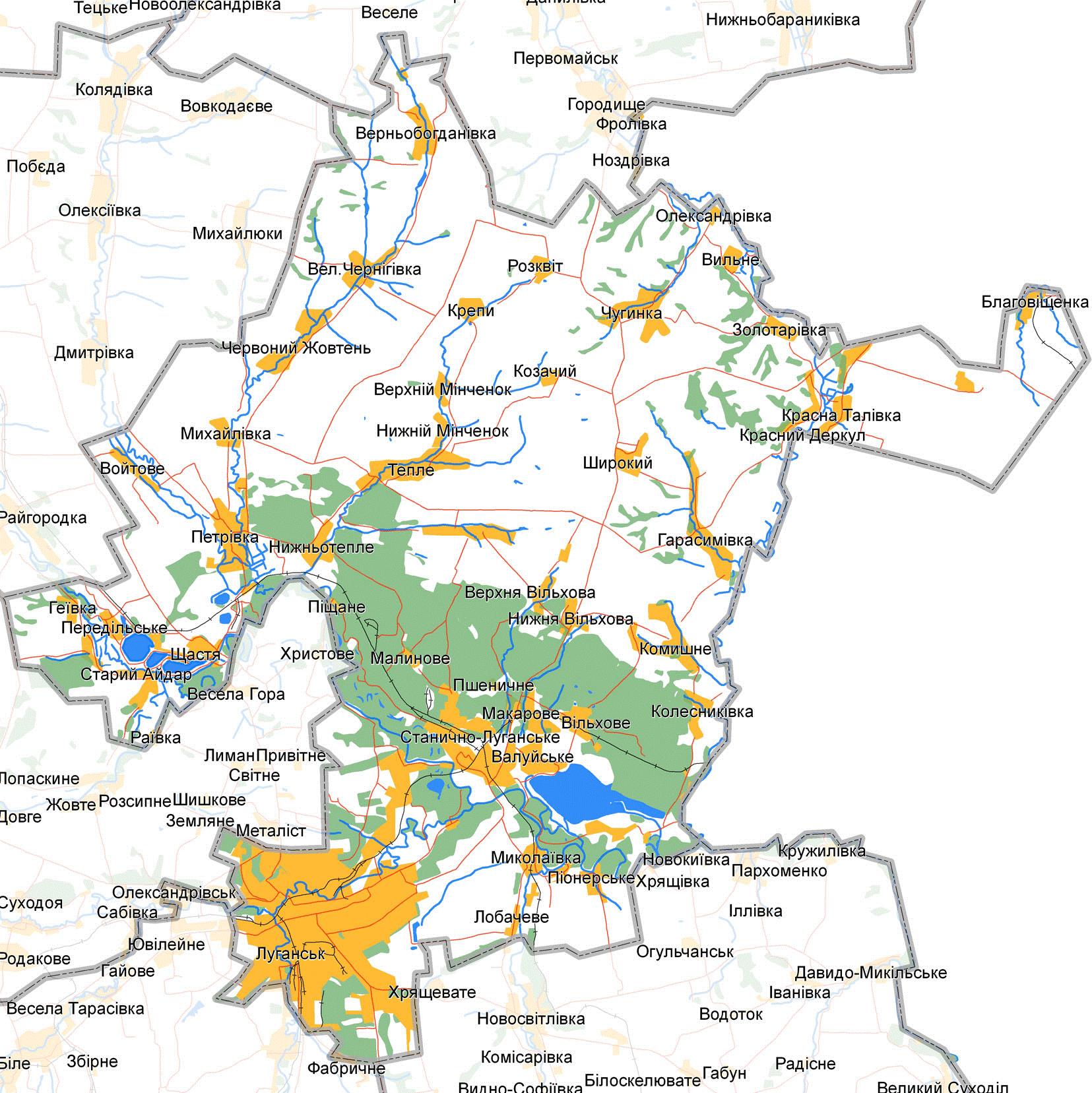
Übersichtskarte des Rajons

Die kreisfreie Stadt Luhansk grenzte im Südwesten an den Rajon, das ehemalige Rajonsgebiet wird im Süden großteils durch den Fluss Siwerskyj Donez begrenzt, weitere Flüsse sind der Ajdar, der Grenzfluss Derkul sowie die Tepla (Тепла), der Kowsuh (Ковсуг) und der Jewsuh (Євсуг), dabei ergeben sich Höhenlagen zwischen 40 und 200 Höhenmetern.
Im Süden des Gebietes erstreckt sich das Stanytschno-Luhansker Naturreservat, das die Donez-Auen umfasst.

## Administrative Gliederung
Auf kommunaler Ebene war der Rajon in 2 Siedlungsratsgemeinden und 16 Landratsgemeinden unterteilt, denen jeweils einzelne Ortschaften untergeordnet waren.
Zum Verwaltungsgebiet gehörten:
- 2 Siedlungen städtischen Typs
- 41 Dörfer
- 6 Ansiedlungen

### Siedlungen städtischen Typs
| Siedlungen städtischen Typs       | Siedlungen städtischen Typs | Siedlungen städtischen Typs                       |
| Name                              | Name                        | Name                                              |
| ukrainisch transkribiert          | ukrainisch                  | russisch                                          |
| --------------------------------- | --------------------------- | ------------------------------------------------- |
| Petropawliwka (bis 2016 Petriwka) | Петропавлівка (Петрівка)    | Петропавловка (Petropawlowka)/Петровка (Petrowka) |
| Stanyzja Luhanska                 | Станиця Луганська           | Станица Луганская (Staniza Luganskaja)            |

### Dörfer und Siedlungen
| Dörfer                                  | Dörfer                     | Dörfer                                                      | Dörfer               |
| Name                                    | Name                       | Name                                                        | Gemeindezuordnung    |
| ukrainisch transkribiert                | ukrainisch                 | russisch                                                    | Gemeindezuordnung    |
| --------------------------------------- | -------------------------- | ----------------------------------------------------------- | -------------------- |
| Artema                                  | Артема                     | Артёма (Artjoma)                                            | Nyschnjoteple        |
| Blahowischtschenka                      | Благовіщенка               | Благовещенка (Blagoweschtschenka)                           | Talowe               |
| Bolotene                                | Болотене                   | Болотенное (Bolotennoje)                                    | Walujske             |
| Burtschak-Mychajliwka                   | Бурчак-Михайлівка          | Бурчак-Михайловка (Burtchak-Michailowka)                    | Mykolajiwka          |
| Derkulske                               | Деркульське                | Деркульское (Derkulskoje)                                   | Tschuhynka           |
| Harassymiwka                            | Гарасимівка                | Гарасимовка (Garassimowka)                                  | Harassymiwka         |
| Hejiwka                                 | Геївка                     | Геёвка (Gejewka)                                            | Peredilske           |
| Juhaniwka                               | Юганівка                   | Югановка (Juganowka)                                        | Komyschne            |
| Komyschne                               | Комишне                    | Камышное (Kamyschnoje)                                      | Komyschne            |
| Kolesnykiwka                            | Колесниківка               | Колесниковка (Kolesnikowka)                                 | Komyschne            |
| Krasna Taliwka                          | Красна Талівка             | Красная Таловка (Krasnaja Talowka)                          | Krasna Taliwka       |
| Krasnyj Derkul                          | Красний Деркул             | Красный Деркул (Krasny Derkul)                              | Krasna Taliwka       |
| Krepy                                   | Крепи                      | Крепи (Krepi)                                               | Teple                |
| Lobatschewe                             | Лобачеве                   | Лобачёво (Lobatschjowo)                                     | Mykolajiwka          |
| Makarowe                                | Макарове                   | Макарово (Makarowo)                                         | Walujske             |
| Malynowe                                | Малинове                   | Малиновое (Malinowoje)                                      | Nyschnja Wilchowa    |
| Mychajliwka                             | Михайлівка                 | Михайловка (Michailowka)                                    | Sotenne              |
| Mykolajiwka                             | Миколаївка                 | Николаевка (Nikolajewka)                                    | Mykolajiwka          |
| Nyschnij Mintschenok                    | Нижній Мінченок            | Нижний Минченок (Nischni Mintschenok)                       | Teple                |
| Nyschnja Wilchowa                       | Нижня Вільхова             | Нижняя Ольховая (Nischnjaja Olchowaja)                      | Nyschnja Wilchowa    |
| Nyschnjoteple                           | Нижньотепле                | Нижнетёплое (Nischetjoploje)                                | Nyschnjoteple        |
| Oleksandriwka                           | Олександрівка              | Александровка (Alexandrowka)                                | Tschuhynka           |
| Peredilske                              | Передільське               | Передельское (Peredelskoje)                                 | Peredilske           |
| Pischtschane                            | Піщане                     | Песчаное (Pestschanoje)                                     | Nyschnjoteple        |
| Plotyna                                 | Плотина                    | Плотина (Plotina)                                           | Nyschnja Wilchowa    |
| Pschenytschne                           | Пшеничне                   | Пшеничное (Pschenitschnoje)                                 | Nyschnja Wilchowa    |
| Serednjoteple                           | Середньотепле              | Среднетёплое (Srednetjopoloje)                              | Nyschnjoteple        |
| Solotariwka                             | Золотарівка                | Золотарёвка (Solotarjowka)                                  | Tschuhynka           |
| Sotenne (bis 2016 Tscherwonyj Schowten) | Сотенне (Червоний Жовтень) | Сотенное (Sotennoje)/Червоный Жовтень (Tscherwony Schowten) | Sotenne              |
| Staryj Ajdar                            | Старий Айдар               | Старый Айдар (Stary Aidar)                                  | Peredilske           |
| Suchodil (bis 2016 Pionerske)           | Суходіл (Піонерське)       | Суходол (Suchodol)/Пионерское (Pionerskoje)                 | Mykolajiwka          |
| Syse                                    | Сизе                       | Сизое (Sisoje)                                              | Walujske             |
| Teple                                   | Тепле                      | Тёплое (Tjoploje)                                           | Teple                |
| Tschuhynka                              | Чугинка                    | Чугинка (Tschuginka)                                        | Tschuhynka           |
| Walujske                                | Валуйське                  | Валуйское (Waluiskoje)                                      | Walujske             |
| Welyka Tschernihiwka                    | Велика Чернігівка          | Великая Черниговка (Welikaja Tschernigowka)                 | Welyka Tschernihiwka |
| Werchnij Mintschenok                    | Верхній Мінченок           | Верхний Минченок (Werchni Mintschenok)                      | Teple                |
| Werchnja Wilchowa                       | Верхня Вільхова            | Верхняя Ольховая (Werchnjaja Olchowaja)                     | Nyschnja Wilchowa    |
| Werchnjobohdaniwka                      | Верхньобогданівка          | Верхнебогдановка (Werchnebogdanowka)                        | Werchnjobohdaniwka   |
| Wilne                                   | Вільне                     | Вольное (Wolnoje)                                           | Tschuhynka           |
| Wojtowe                                 | Войтове                    | Войтово (Woitowo)                                           | Petropawliwka        |
| Siedlungen                              |                            |                                                             |                      |
| Kosatschyj                              | Козачий                    | Казачий (Kasatschi)                                         | Schyrokyj            |
| Roskwit                                 | Розквіт                    | Розквит                                                     | Roskwit              |
| Schyrokyj                               | Широкий                    | Широкий (Schiroki)                                          | Schyrokyj            |
| Stepowe                                 | Степове                    | Степовое (Stepowoje)                                        | Schyrokyj            |
| Talowe                                  | Талове                     | Таловое (Talowoje)                                          | Talowe               |
| Wilchowe                                | Вільхове                   | Ольховое (Olchowoje)                                        | Walujske             |